# Suwatu (Gabus)
Suwatu is een bestuurslaag in het regentschap Grobogan van de provincie Midden-Java, Indonesië. Suwatu telt 2513 inwoners (volkstelling 2010).